# Sida quettensis
Sida quettensis är en malvaväxtart som beskrevs av I. Riedl. Sida quettensis ingår i släktet sammetsmalvor, och familjen malvaväxter. Inga underarter finns listade i Catalogue of Life.